# المذرذرة
المذرذرة هي مدينة موريتانية تقع في ولاية الترارزة. تأسَّست في نهايات القرن التاسع عشر أو بداية القرن العشرين، وكانت مركز استقطابٍ للسكان عندما جعل منها الاستعمار الفرنسي إبان دخوله واحتلاله للأراضي الموريتانية قاعدة لإحدى حامياته، والتي لا تزال آثار منشآتها باقية حتى اليوم في مركز المدينة.

## التسمية
توجد مدينة المذرذرة في الجنوبي الغربي الموريتاني وتقع جنوب شرق العاصمة نواكشوط وعلى بعد 150 كلم. وهي العاصمة التاريخية لإمارة الترارزة وتشكل أهم تجمع حضري بمنطقة إگيدي المعروفة بإشعاعها الثقافي والديني بموريتانيا وما اشتهر عنها من إنتاج للقيم الأخلاقية على مستوى موريتانيا.
وعرفت المذرذرة قديما باسم الصنگه وهي كلمة من اللهجة الولفية المتداولة في السنغال وفي أجزاء من الحنوب الغربي الموريتاني وتعني الحظيرة أو الزيبة. لأن الوحدات العسكرية في زمن الاستعمار كانت تتخذ لها حظائر على شكل مربع عندما تقيم بمكان ما، وكان أغلب الجنود من الرماة السنغاليين لذلك أخذ اسم (الصنگه) أي الحظيرة من لغة هذه الفئة. أما التفسير الذي يقول إن الصنگه لفظ فرنسي أصله (Cent gas) أي مائة شخص فليس بدقيق. أما سبب تسميتها بالمذرذرة فلكثرة أمطارها ويعود للعبارة المحلية (تذرذر) أي تتساقط فيقصدون بها أنها لكثرة أمطارها كأن سمائها تتساقط. كما تشتهر كذلك باسم ذات التساقط لنفس السبب.

## تاريخ
المذرذرة من أهم مناطق ولاية الترارزة وهي معروفة بإشعاعها الثقافي والعلمي وقد أنجبت العديد من الفقهاء والشعراء ولا زالت., في مدينة المذرذرة تأسست إمارة الترارزة أواسط القرن السابع عشر الميلادي على يد الأمير العادل أحمد بن دمان وفي ذريته انحصرت إمارة الترارزة ذات الصيت الشائع. فكان منهم محمد الحبيب المتوفى في 15 سبتمبر 1860م وهو أمير عادل يحب العلماء والصالحين. وقد نصب العالم محنض بابة بن اعبيد الديماني قاضيا للقضاة فطبق الشرع وأزال الجور والظلم. كما جاهد الأمير الحبيب النفوذ الفرنسي في السنغال وكانت له أيام حربية مع الفرنسيين بقيادة الجنرال فدريب.
ومن أحفاده الأمير أحمد سالم بن اعلي بن محمد الحبيب المتوفى في أبريل 1905م وكان أول مقاوم أطلق رصاصة في وحوه الفرنسيين وذلك في شتاء سنة 1903م. وقد قتل وهو يحاول تنظيم المقاومة وصد الفرنسيين. ومن أحفاده أيضا أحمد ولد الديد الذي قاد جيوش المقاومة ضد الفرنسيين وكان له معهم أيام من أبرزها يوم «الگويشيشي» وقد وقع في 28 نوفمبر 1907 وقد قتل ذلك اليوم الرائد ربول (Lieutenant Jean Reboul) الذي أصيب برمية أصابت رأسه وهو يتقدم نحو المقاومين. ومعه عدد من الرماة السنغاليين.
أسس الفرنسيون بمدينة المذرذرة مركزا عسكريا وإداريا سنة 1907 وتركوا مركز خروفة للخوف من تعرضه لهجمات المقاومة القادمة من الشمال. كما أسس بها الفرنسيون ثالث مدرسة على مستوى الوطن بعد كيهيدي وبتلميت وكان اسمها «مدرسة فولانفان للبنين» (Ecole de Garçons M. Follenfant)، و«فولانفان» مفتش تعليم فرنسي عاش فترة في موريتانيا. وقد درس بهذه المدرسة في عهد الاستعمار الفرنسي العديد من الشخصيات ممن سيكون لهم شأن في تاريخ البلاد كأحمدُ بن حرمة العلوي أول نائب لموريتانيا في الجمعية الوطنية الفرنسية وكسيدي المختار بن يحيى أنجاي ثاني نائب موريتاني في الجمعية الوطنية الفرنسية فقد درسا كلاهما بالمذرذرة. وقد درس بها قبلهما المؤرخ المختار ولد حامد. وبمدينة المذرذرة نفت السلطات الاستعمارية الفرنسية الشيخ حماه الله سنة 1926 فقضى بها أربع سنين وقد نقلوه منها سنة 1930. وما زالت آثار جدران الدار التي كان مقيما بها ماثلة وكذلك الشجرة «التيشطاية» التي كان يستظل بها، وهما في الغور «الگود» في الجانب الشرقي من المدينة. وكانت جدران السجن الفرنسي الذي حبس فيه العلامة امحمد بن أحمد يورة الديماني في تهاية سنة 1907م وغيره من أعيان الترارزة قائمة إلى عهد قريب قبل أن تبنى فيها دار البلدية مؤخرا.

## التقسيمات الإدارية
تنقسم مقاطعة المذرذرة في الوقت الراهن إلى خمس بلديات هي: المذرذرة نفسها وبلدية التاكلالت وبلدية ابير التورس وبلدية الخط وبلدية تكنت. وكان أول عمدة مركزي بها: الشيخ بن بابه وتلاه الشيخاني بن محمد جيل ثم أحمد ولد علي ولد المؤيد ثم الأستاذ محمدن ول احمداسحاق ول افكو
. كما كان نائبها في البرلمان السابق بابه بن سيدي عبد الله وتلاه البانون بن أباه بن أمينو ثم بابه بن سيدي مرة ثانية. أما شيخها في مجلس الشيوخ السابق فهو: أواه بن لوليد ثم محمد سالم (ميماه) بن محمد سيديا.

## الاقتصاد
كانت للمذرذرة مكانة اقتصادية وتجارية كبيرة ففي غربها سبخة «انترَرْتْ» التي تنتج وتصدر الملح وكان من مصادر الدخل الاقتصادي لإمارة الترارزة لفترة طويلة، كما كانت المذرذرة مصدرا هاما لجني وتصدير الصمغ العربي وتشكل غابات شجر القتاد الكثير بإگيدي مصدرا هاما لهذه المادة. وقد جذبت مدينة المذرذرة إليها في الثلاثينات والأربعينات من القرن الماضي العديد من التجار واستقروا بها فترة وخاصة من تجار منطقة أدرار وكبعض تجار تكنة وشرفاء تيشيت وأولاد بالسباع وغيرهم.

## الثقافة والدين
ظهرت بالمذرذة وبمنطقة إگيدي عموما محاظر كانت لها دور بالغ في تأصيل ونشر الثقافة العربية الإسلامية بموريتانيا بل وفي بعض بلدان غرب أفريقيا. فمحاظر أولاد ديمان وإديقب وإدابلحسن وتندغة والمجلس وغيرهم مشهورة في موريتانيا. والأعلام البارزون من أمثال أحمد بن العاقل ومحنض باب بن اعبيد والشيخ أحمد بن سليمان وامحمد بن أحمد يوره الديمانيون وأحمد البدوي مولود بن أغشممت المجلسيان والمختار بن ابلول وبابه بن محمذن بن حمدي الحاجيان والشيخ سعد بوه القلقمي وأبناؤه والمختار بن ألما والمختار بن المحبوبي ومحمد اليدالي وغير هؤلاء شكلوا منارات علمية وصوفية كان لها أبعد التأثير في موريتانيا. وامتازت منطقة المذرذرة بكثرة المؤلفين والشعراء.

## الفنون
عرفت مدينة المذرذرة أُسراً فنية عريقة مثل أهل مانو (أهل الميداح وهو أعمر بن مانو) وأهل اعلي وركان وأهل أحمد لولا وعرفت مدينة المذرذرة أسراً فنية عريقة مثل أهل مانو (أهل الميداح) وأهل اعلي وركان وأهل أحمد لولا وأهل انكذي كانت أدوار جليلة في إغناء الفن الموريتاني التقليدي وإعطاء آلة «التدنيت» معنى ومغزى لا يستهان به. والفنان القدير المختار بن الميداح من خير الدلائل على ذلك العطاء الفني التقليدي الغني. ويعرف عن المختار هذا أنه لم يكن فنانا تقليديا فحسب بل كان على مكانة كبيرة من معرفة الفقه والشعر العربي والسيرة النبوية. فكان فصيح اللسان حلو الحديث يجالس العلماء والقضاة ويعطي رأيه في مسائل علمية ودينية. وإلى جانب هذا كان من أعظم الفنانين التقليديين فقد طور الألحان وأكسبها جمالا وروعة بليغين. وفي مجال الشعر الشعبي عرفت مدينة المذرذرة أسرة أهل هدار المعروفة بأدبائها المبدعين وشعرها الرفيع. فلا يمكن الحديث عن أدب اللهجة الحسانية إلا وذكرت فضائل امحمد بن هدار وإخوته العظماء سيديا وبابه وعابدين وبزيد وأبناؤهم وأحفادهم الكرماء. فلهذه الأسرة دور لا ينكر في تأصيل الشعر الشعبي الموريتاني والدفع بأساليبه الفنية والأدبية إلى الأمام.